# Sandales épiscopales

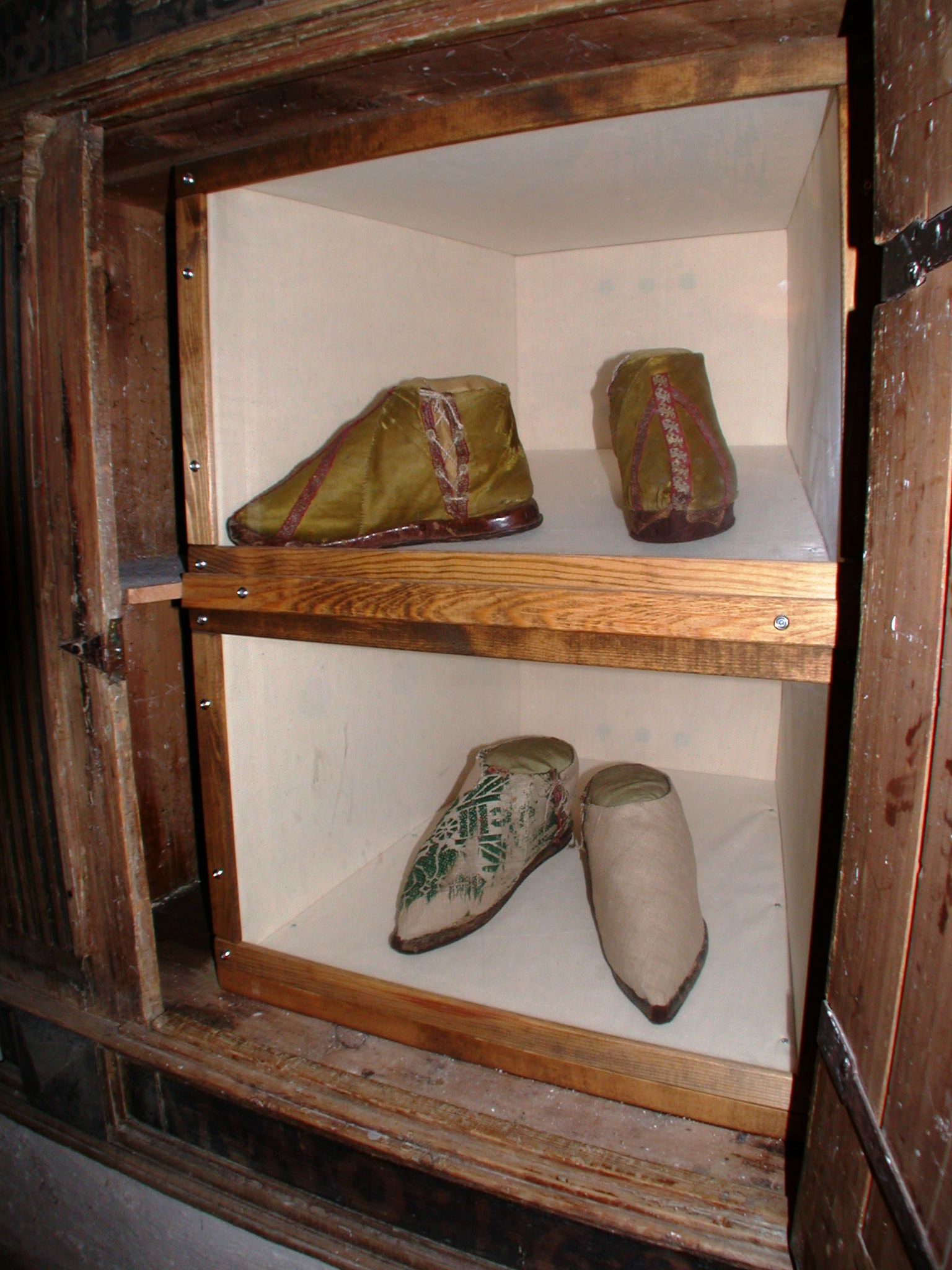
Sandales épiscopales dans la cathédrale de Strängnäs.

Les sandales épiscopales, ou sandales pontificales lorsqu'elles sont portées par le pape, sont des chaussures portées par les évêques lors de célébrations liturgiques. La forme des sandales épiscopales est, en fait, plus proche de celle de mocassins que de vraies sandales.
Elles se portent au-dessus des bas liturgiques et, comme ces derniers, leur couleur correspond traditionnellement à la couleur liturgique de la messe.
L'instruction Pontificales ritus du 21 juin 1968 sur la simplification des rites et des insignes pontificaux  mentionne encore les sandales, en les traitant comme facultatives : « L’évêque peut employer à son gré les bas et les sandales».
Dans le Cérémonial des évêques de 1984 les sandales ne sont plus indiquées parmi les vêtements et insignes pontificaux.
Il est de la compétence exclusive de l'évêque diocésain d’autoriser l’usage des livres liturgiques en vigueur en 1962 dans le diocèse, en suivant les orientations du Siège Apostolique

## Forme et utilisation
Les sandales conservent leur forme d'origine jusqu'au XXe siècle puis les sangles sont remplacées par trois ou cinq languettes atteignant la cheville. Au XIIe siècle, ces languettes sont progressivement raccourcies, au XIIIe siècle, la sandale devient une chaussure ordinaire avec une fente au-dessus ou sur le côté du pied. Au XVIe siècle, il y a un retour à la forme initiale de la sandale, puis elle prend une forme ressemblant à celle d'un mocassin; forme qu'elle a conservée jusqu'à l'heure actuelle. Les sandales pontificales sont faites, jusqu'au XIIIe siècle, intégralement de cuir, et parfois recouvertes de soie. Depuis la fin du Moyen Âge, la partie supérieure des sandales est faite de soie, de velours.
Contrairement aux mules et pantoufles papales, elles ne sont pas ornées d'une croix latine, privilège exclusif du pape. 

Les sandales, ainsi que les bas liturgiques ne peuvent être portés que par les évêques; en effet, elles ne peuvent être portés par les abbés et autres prélats qu'avec l'accord du pape.
L'ornement des sandales épiscopales dépend du rang du porteur, leur couleur changeant en fonction de la couleur liturgique de la messe :
- Les protonotaires suprannumerarii portent des sandales à galons d'or.
- Les cardinaux, les archevêques, les évêques et les protonotaires numero participantium portent des sandales brodées à galons d'or.

## Histoire

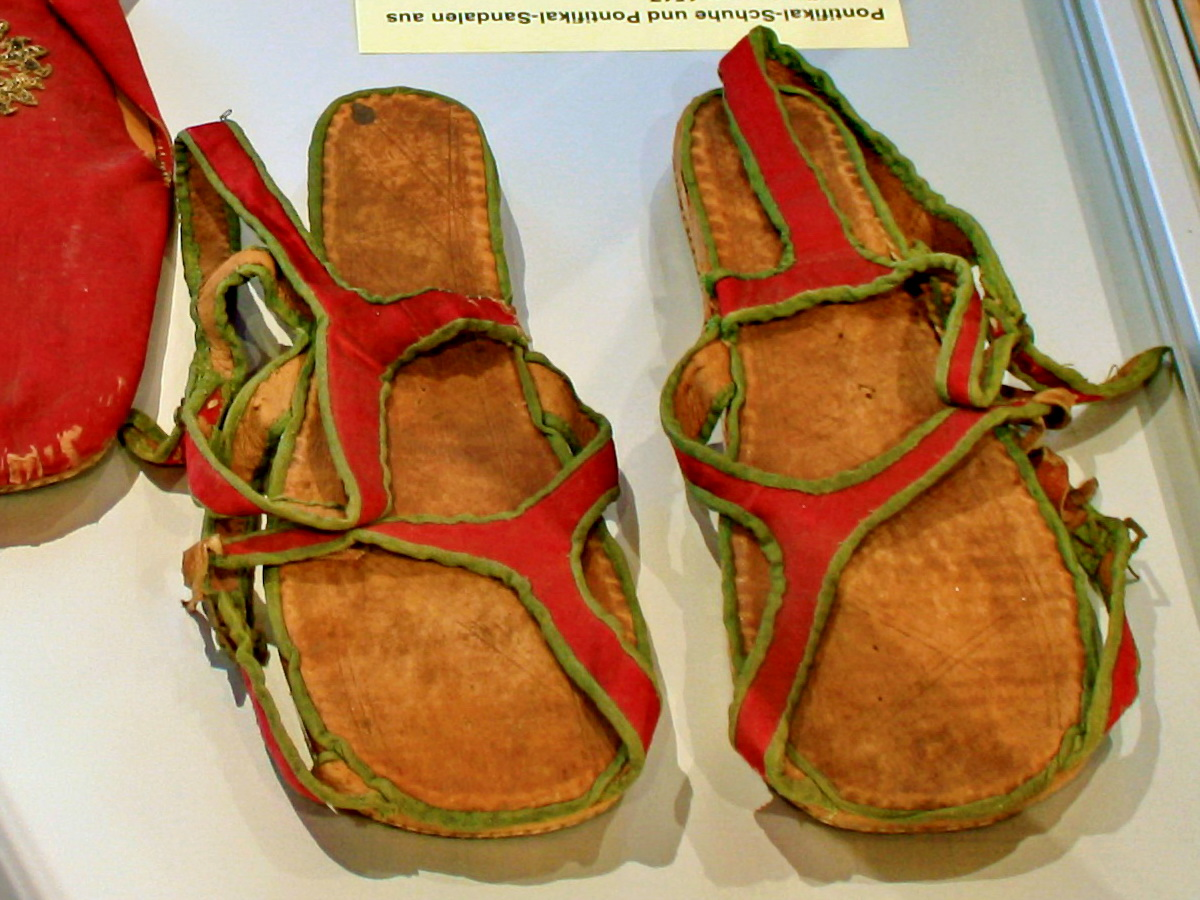
Sandales épiscopales datant du XVIe siècle.

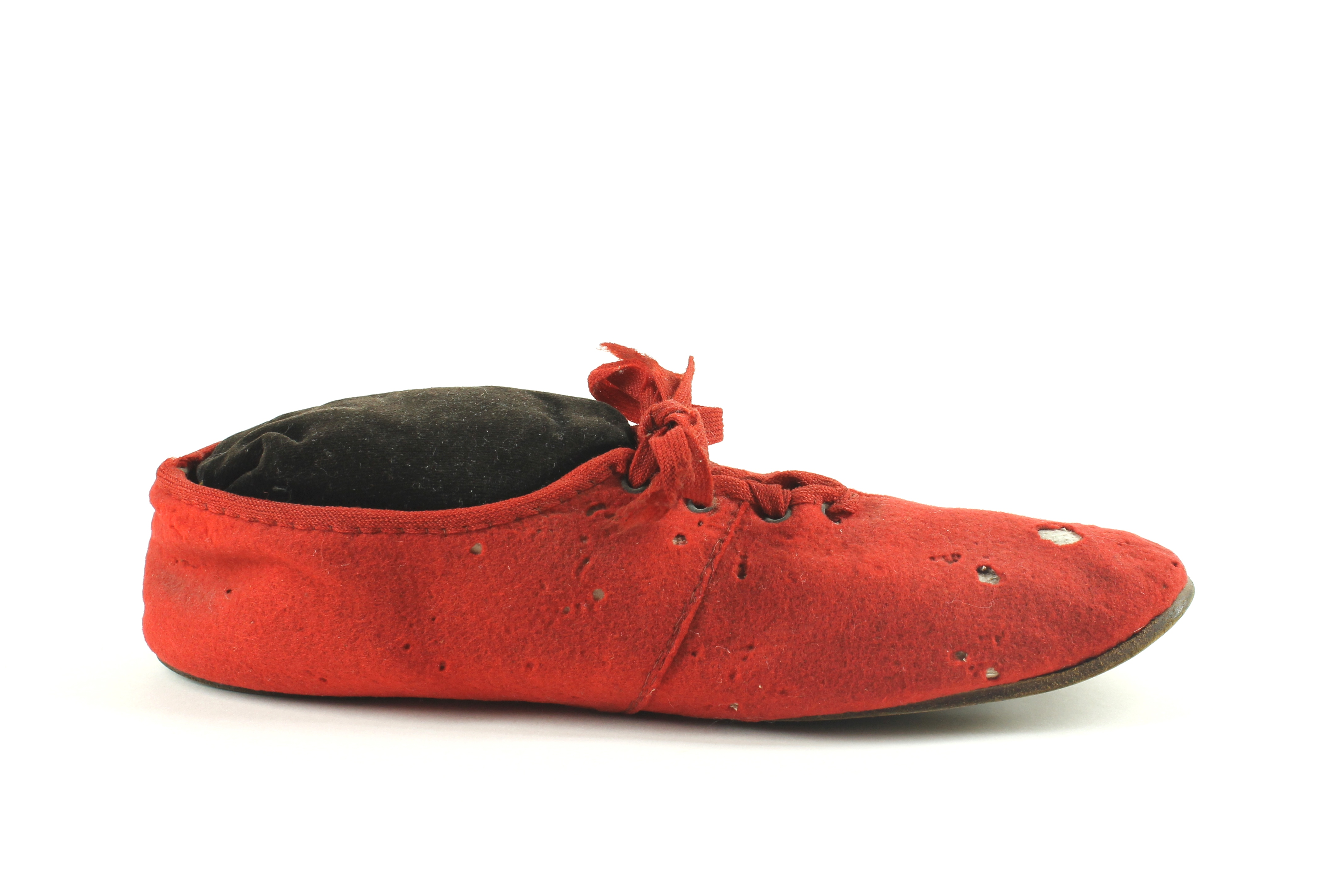
Sandales épiscopales du XIXe siècle.

Les sandales et les bas appartiennent aux vêtements liturgiques depuis le Ve ou VIe siècle. Au départ, les sandales sont appelées « campagi » et les bas, « udones ».
Ces chaussures reçoivent le nom de « sandales » probablement au cours des VIIIe et IXe siècles. Elles sont alors faites de cuir noir et les bas, probablement de lin blanc. À cette époque, les sandales ne sont nullement réservées aux évêques, elles pouvaient également être portées par les prêtres et même les diacres. En effet, l'utilisation de ce couvre-pied n'est pas restreint aux membres du clergé, il est également porté comme une marque de distinction par certaines personnes de haut rang. Leur utilisation est progressivement devenue coutumière des membres du haut clergé, surtout lorsqu'elles ont reçu le statut officiel de vêtement liturgique.
En 757, le pape Étienne III accorde le privilège de porter les sandales, ainsi que les bas liturgiques, à un abbé. C'est cependant un cas isolé jusqu'au XIIe siècle ; période à laquelle il devient coutumier d'accorder ce privilège aux abbés.
Depuis le IIe concile œcuménique du Vatican, les sandales épiscopales ne sont plus utilisées que lors des messes tridentines, des messes solennelles et parfois, lors de l'ordination.